# Руините
„Руините“ (на английски: The Ruins) е филм на ужасите от 2008 г. на режисьора Картър Смит, по сценарий на Скот Смит, който е базиран на едноименния роман от 2006 г. и във филма участват Джонатан Тъкър, Джена Малоун, Шон Ашмор, Лора Рамзи и Джо Андерсън.